# ESPN.com
ESPN.com est un site web sportif lancé le 1er avril 1995 par la société ESPN. Il est depuis le leader du marché aux États-Unis. ESPN.com diffuse des informations sur le sport en temps réel ainsi que des statistiques, des analyses et les scores. Le tout est soutenu par des programmes vidéo et audio, des forums de discussions avec des sportifs, des journalistes (ou experts) de la chaîne ou des personnalités du sport.
Le site a obtenu une nomination aux Webby Awards pour le meilleur site de sports en 2000.

## Historique
Le 28 juin 2005, un podcast ESPN.com a été lancé sur iTunes à la suite d'un contrat entre Disney et Apple. Le 6 décembre 2010, ESPN lance le site espnW.com première partie d'une série de services et programmes destinés à son public féminin.
Depuis 2011, l'application WatchESPN permet de regarder les productions des chaînes en streaming sur smartphone,.
Le 14 novembre 2014, Disney annonce de nouveaux produits numériques dont une refonte du site ESPN.com.
Le 15 janvier 2016, ESPN met en place une section consacrée aux eSports sur son site internet.

## ESPN Internet Group
L'ESPN Internet Group détient les droits et entretient les sites
- ESPN.com
- NFL.com, le site officiel de la NFL
- ABCSports.com, le service des sports de la chaîne ABC.
- EXPN.com, un service consacré aux événements sportifs et aux supporteurs ;
- ESPNdeportes.com, une version espagnole du site liée à ESPN Deportes ;
- ESPNsoccernet, un site sur le football.
- ESPNcricinfo, un site sur le cricket
- ESPNscrum, un site sur le rugby à 15
- ESPNf1, un site sur la formule 1
- ESPNW, un site destiné au public féminin
- WatchESPN, l'application iOS et Android de streaming

L'ESPN Internet Group est aussi à la convergence de la télévision et d'internet avec le service Enhanced TV qui propose des informations supplémentaires sur internet pour certaines émissions des chaînes ESPN : Sunday Night Football, Monday Night Football, NHL Rules!, et certains événements sportifs comme les championnats universitaires ou les X Games.
ESPN a aussi ouvert des sites destinés à des zones urbaines :
- ESPNBoston.com
- ESPNChicago.com
- ESPNDallas.com
- ESPNLosAngeles.com
- ESPNNewYork.com